# Кассандра Клер
Кассандра Клер (англ. Cassandra Clare) — американська письменниця, справжнє ім'я якої Джудіт Рамельт (англ. Judith Rumelt). Найзнаніша як авторка серії книг «Знаряддя смерті».

## Біографія
Кассандра Клер народилася в американській сім'ї, яка мешкала в Тегерані. Її батьки Елізабет і Річард Рамельт. Батько письменниці — відомий американський учений, фахівець з корпоративної стратегії Річард Румельт. Дід з боку матері — продюсер фільмів жахів Макс Розенберг. Клер єврейка, але свою сім'ю описує як «нерелігійну».
Вона провела свої шкільні роки в Лос-Анджелесі, де вона мала звичку писати історії, щоб розважити її однокласників, в тому числі епопеї під назвою «Прекрасна Кассандра», засновані на оповіданні Джейн Остін з тим же ім'ям (і яке пізніше надихнуло її на псевдонім).
Після закінчення коледжу Кессі жила в Лос-Анджелесі і Нью-Йорку, де вона працювала в різних розважальних журналах і навіть в деяких таблоїдах, де вона писала про подорожі Бреда і Анджеліни та недоліки одягу Брітні Спірс. Під час життя в Лос-Анджелесі Кессі почала писати фанфіки, використовуючи ім'я Кассандри Клер. Трилогія «Драко», створена на основі «Гаррі Поттера» і «Дуже таємний щоденник» створений на «Володарі перснів» були дуже популярними. Однак, вона видалила свої фанфіки з Інтернету незадовго до її першого роману «Місто Кісток», який був опублікований під псевдонімом Кассандра Клер в 2004 році, натхненний міським пейзажем Мангеттена, її улюбленого міста. Вона повернулася до написання книжок у повний робочий день у 2006 році.

## Серія «Знаряддя смерті»
У 2004 році Клер почала працювати над своїм першим опублікованим романом «Місто Кісток». Він вийшов у видавництві Simon & Schuster у 2007 році.
«Місто Кісток» — сучасна фентезі історія, що обертається навколо персонажів Клері Фрей, Джейса Вейленда і Саймона Льюїса, яка стала бестселером Нью-Йорк Таймс після  виходу. «City of Ashes» і «City of Galss» завершили першу трилогію. Друга трилогія містила ще три книги: «City of Fallen Angels» (у якій згадується український ресторан Веселка в Нью-Йорку), «City of Lost Souls», і «City of Heavenly Fire».
У 2009 році Клер також оголосила приквел трилогії під назвою «Infernal Devices», події якого розгортаються в тому ж всесвіті, що й «Знаряддя смерті», але у вікторіанську епоху. Ця серія складається з трьох книг: «Clockwork Angel», опублікована 31 серпня 2010, «Clockwork Prince», опублікована 6 грудня 2011 року, і «Clockwork Princess», опублікована 19 березня 2013 року.
У 2012 році Клер оголосила четверту трилогію, події якої розгортаються в тому ж всесвіті, під назвою «Dark Artifices». Ця серія відбувається в Лос-Анджелесі й розповідає про сутінкову мисливицю Емму Карстейрс, яка була представлена в «Місті небесного вогню».
Є також дві взаємопов'язані короткі розповіді, написані в цьому всесвіті. «Хроніки Бейна», завершена у 2014 році й написана з Сарою Різ Бреннан і Морін Джонсон,  друга — «Байки з Академії Сутінкових Мисливців», написана з Бреннан і Джонсон, а також Робін Вассерман.

### Хроніки Сутінкових Мисливців

#### Знаряддя смерті
- Місто Кісток (англ. City of Bones) — опубліковано 27 березня 2007 року.
- Місто Попелу (англ. City of Ashes) — опубліковано 25 березня 2008 року.
- Місто Скла (англ. City of Glass) — опубліковано 24 березня 2009 року.
- Місто грішних ангелів (англ. City of Fallen Angels) — опубліковано 5 квітня 2011 року.
- Місто загублених душ (англ. City of Lost Souls) — опубліковано 8 травня 2012 року.
- Місто небесного вогню (англ. City of Heavenly Fire) — опубліковано 27 травня 2014 року.

#### Пекельні механізми
- Механічний янгол (англ. Clockwork Angel) — опублікований 31 серпня 2010 року.
- Механічний принц (англ. Clockwork Prince) — опублікований 6 грудня 2011 року.
- Механічна принцеса (англ. Clockwork Princess) — опублікований 19 березня 2013 року.

#### The Dark Artifices
- Леді Північ (англ. Lady Midnight) — опублікований 9 березня 2016 року.
- Лорд Тіней (англ. Lord of Shadows) — опублікований у квітні 2017 року.
- Королева Повітря і Темряви (англ. The Queen of Air and Darkness)

The Last Hours
- Золотий ланцюг (англ. Chain of Gold) — опублікований 3 березня 2020 року.
- Сталевий ланцюг (англ. Chain of Iron) — у березні 2021.
- Ланцюг з шипів (англ. Chain of Thorns) — у січні 2023.

#### Книжки пов'язані зі Знаряддями смерті
- Кодекс Сутінкових Мисливців (англ. The Shadowhunter's Codex) — написаний з Джошуа Льюїс і опублікований 29 жовтня 2013 року.
- Хроніки Бейна (англ. The Bane Chronicles) — написаний з Сарою Різ Бреннан і Морін Джонсон, написаний у 2013 р. і опублікований 11 листопада 2014 року.
- Байки з Академії Сутінкових Мисливців (англ. Tales From the Shadowhunter Academy) — написаний з Бреннан і Джонсон у 2015, і опублікований 1 листопада 2016 року.
- Історія видатних сутінкових мисливців та жителів нижчого світу (англ. A History of Notable Shadowhunters and Denizens of Downworld) — створений Кассандрою Картрайт Клер та проілюстрований Кассандрою Джин, і опублікований 18 лютого 2016 року.

### Серія Magisterium
Ця серія написана в співавторстві з Голлі Блек.
- Залізний Суд (англ. The Iron Trial) — опублікований 9 вересня 2014 року.
- Мідна рукавиця (англ. The Copper Gauntlet) — опублікований 1 вересня 2015 року.
- Космічний меч (англ. The Cosmo Blade) — 2016.
- Золотий хлопчик (англ. The Golden Boy) — 2017.
- Ворог смерті (англ. The Enemy of Death) — 2018.

### Фанфіки
- Трилогія про Драко (Гаррі Поттер)
  - Draco Dormiens
  - Draco Sinister
  - Draco Veritas
- The Very Secret Diaries (Володар перснів)

## Екранізація
Фільм «Знаряддя смерті: Місто кісток» був знятий кінокомпаніями «Unique Features» та «Constantin Film». Сценарій, до першої книги з серії, який написала Джессіка Постіґо, був її дебютом .Роль Клері Фрей зіграла американська актриса Лілі Коллінз, а Джейса Вейланда  — британець Джеймі Кемпбелл Бовер.
У 2014 році, попри низькі касові збори та несприятливі відгуки критиків, планувався вихід сиквела, який мав би називатися «Знаряддя Смерті: City of Ashes». Пізніше Кассандра Клер заявила, що продовження фільму не буде. У 2015-му стало відомо про вихід серіалу на основі книжки з іншими акторами, під назвою «Сутінкові мисливці». Розробкою займається канал Freeform. Перший сезон складається з 13 серій, другий із 20 серій та у розробці третій сезон, у якому також заплановано 20 серій. Наразі було екранізовано 10 серій третього сезону, а вихід другої половини третього сезону заплановано на 25 лютого 2019 року. До запланованих 20 серій третього сезону буде додано ще дві додаткових, під єдиною назвою «Останнє полювання». Стало відомо, що телеканал Freeform вирішив закрити серіал після виходу третього сезону, однак фани повні рішучості відстояти його продовження.

## Українські видання
У 2015 році КСД видали першу книгу із серії Mortal Instruments "Місто скла" у перекладі Надії Хаєцької.
У 2021 Рідна Мова видали серію "Найдревніші сувої магії", написану в співавторстві з Веслі Чу ("Червоні сувої магії", "Втрачена Біла Книга") в перекладі Катерини й Анатолія Пітиків. У 2024 оголосили продаж "Міста Кісток".  На 2025 рік запланований вихід циклів "Останні Години" та "Пекельні Механізми".